# Superliga de Voleibol Masculina 2014-2015
La Superliga de Voleibol Masculina 2014-2015 si è svolta dall'11 ottobre 2014 al 3 maggio 2015: al torneo hanno partecipato dodici squadre di club spagnole e la vittoria finale è andata per la decima volta all'Almería.

## Regolamento
Le squadre hanno disputato un girone all'italiana, con gare di andata e ritorno, per un totale di ventidue giornate: al termine della regular season:
- Le prime quattro classificate hanno acceduto ai play-off scudetto strutturati in semifinali e finale, entrambe giocate al meglio di tre vittorie su cinque gare.
- Le ultime due classificate sono retrocesse in Superliga 2: tuttavia, a seguito della rinuncia a campionato in corso del Club Voleibol Andorra, è stata retrocessa solo l'ultima classificata.

## Squadre partecipanti
Al campionato di Superliga de Voleibol Masculina 2014-15 hanno partecipato dodici squadre: quelle neopromosse dalla Superliga 2 sono state il Club Voleibol Palencia, vincitrice del campionato, e il Voley Textil, seconda classificata in campionato; una squadra che ha avuto il diritto di partecipazione, ossia il Club Voleibol Palencia, ha rinunciato all'iscrizione: al posto di questa è stato ripescato il Voleibol Licenciados Reunidos. A campionato in corso il Club Voleibol Andorra si è ritirata dal torneo: i risultati degli incontri disputati dalla società sono stati annullati.
| Club            | Città                   | Palazzetto                                          | Stagione precedente                                                 |
| --------------- | ----------------------- | --------------------------------------------------- | ------------------------------------------------------------------- |
| Almería         | Almería                 | Pabellón Moisés Ruiz Almería                        | 2ª in Superliga de Voleibol Masculina; Finale play-off scudetto     |
| Andorra         | Andorra la Vella        | Poliesportiu MICG Andorra la Vella                  | 9ª in Superliga de Voleibol Masculina                               |
| Textil          | Cabezón de la Sal       | Pabellón Matilde de la Torre Cabezón de la Sal      | 2ª in Superliga 2 de Voleibol Masculina                             |
| Cáceres         | Cáceres                 | Pabellón Ciudad de Cáceres Cáceres                  | 3ª in Superliga 2 de Voleibol Masculina                             |
| L'Illa-Grau     | Castellón de la Plana   | Ciutat Esportiva Castellón de la Plana              | 6ª in Superliga de Voleibol Masculina                               |
| Esquimo         | Dos Hermanas            | Complejos Los Montecillos Dos Hermanas              | 5ª in Superliga de Voleibol Masculina                               |
| Eivissa         | Ibiza                   | Polideportivo de Es Viver Ibiza                     | 3ª in Superliga de Voleibol Masculina; Semifinali play-off scudetto |
| Emevé           | Lugo                    | Pabellón Municipal de Deportes Lugo                 | 8ª in Superliga de Voleibol Masculina                               |
| Playa Madrid    | Madrid                  | Complejos Deportivos Entrevías Madrid               | 10ª in Superliga de Voleibol Masculina                              |
| 7 Islas         | Santa Lucía de Tirajana | Polideportivo de Vecindario Santa Lucía de Tirajana | 4ª in Superliga de Voleibol Masculina; Semifinale play-off scudetto |
| Río Duero Soria | Soria                   | Pabellón Los Pajaritos Soria                        | 7ª in Superliga de Voleibol Masculina                               |
| Teruel          | Teruel                  | Pabellón Municipal Los Planos Teruel                | 1ª in Superliga de Voleibol Masculina; Campione di Spagna           |

## Torneo

### Regular season

#### Risultati
| Prima giornata |                           |     |                                  |
|                |                           |     |                                  |
| 11-10          | Cáceres - Emevé           | 3-2 | 22-25, 25-23, 25-27, 25-15, 15-7 |
| 11-10          | Eivissa - Río Duero Soria | 1-3 | 25-18, 25-27, 22-25, 18-25       |
| 12-10          | Esquimo - Textil          | 3-0 | 25-17, 25-18, 26-24              |
| 11-10          | L'Illa-Grau - Almería     | 0-3 | 10-25, 20-25, 20-25              |
| 11-10          | 7 Islas - Andorra         | -   |                                  |
| 11-10          | Teruel - Playa Madrid     | 3-0 | 25-13, 25-20, 25-11              |

| Seconda giornata |                           |        |                                   |
|                  |                           |        |                                   |
| Riposa:          | Teruel                    | Teruel | Teruel                            |
| 19-10            | Playa Madrid - Cáceres    | 1-3    | 25-21, 14-25, 17-25, 18-25        |
| 18-10            | Almería - 7 Islas         | 3-0    | 25-20, 25-11, 25-18               |
| 18-10            | Textil - L'Illa-Grau      | 3-2    | 25-22, 15-25, 25-18, 21-25, 15-12 |
| 18-10            | Río Duero Soria - Esquimo | 3-0    | 25-17, 25-19, 25-18               |
| 18-10            | Emevé - Eivissa           | 1-3    | 25-21, 20-25, 17-25, 23-25        |

| Terza giornata |                               |              |                                  |
|                |                               |              |                                  |
| Riposa:        | Playa Madrid                  | Playa Madrid | Playa Madrid                     |
| 25-10          | Cáceres - Eivissa             | 1-3          | 28-26, 22-25, 20-25, 18-25       |
| 26-10          | Esquimo - Emevé               | 3-0          | 25-18, 25-23, 25-13              |
| 25-10          | L'Illa-Grau - Río Duero Soria | 3-1          | 18-25, 25-17, 25-17, 25-21       |
| 25-10          | 7 Islas - Textil              | 3-0          | 25-22, 25-22, 25-14              |
| 26-10          | Teruel - Almería              | 2-3          | 23-25, 25-18, 20-25, 25-19, 9-15 |

| Quarta giornata |                           |         |                            |
|                 |                           |         |                            |
| Riposa:         | Cáceres                   | Cáceres | Cáceres                    |
| 01-11           | Almería - Playa Madrid    | 3-0     | 25-18, 25-8, 25-12         |
| 01-11           | Textil - Teruel           | 0-3     | 12-25, 17-25, 25-27        |
| 01-11           | Río Duero Soria - 7 Islas | 3-0     | 25-20, 25-14, 25-11        |
| 01-11           | Emevé - L'Illa-Grau       | 3-1     | 25-22, 25-22, 22-25, 25-22 |
| 01-11           | Eivissa - Esquimo         | 3-0     | 25-19, 25-18, 25-17        |

| Quinta giornata |                          |         |                                   |
|                 |                          |         |                                   |
| Riposa:         | Almería                  | Almería | Almería                           |
| 08-11           | Cáceres - Esquimo        | 3-0     | 25-21, 25-17, 25-23               |
| 08-11           | L'Illa-Grau - Eivissa    | 0-3     | 22-25, 18-25, 23-25               |
| 08-11           | 7 Islas - Emevé          | 3-1     | 25-10, 19-25, 25-19, 26-24        |
| 08-11           | Teruel - Río Duero Soria | 3-1     | 24-26, 25-19, 25-20, 25-18        |
| 09-11           | Playa Madrid - Textil    | 2-3     | 20-25, 25-18, 25-14, 21-25, 13-15 |

| Sesta giornata |                                |        |                                   |
|                |                                |        |                                   |
| Riposa:        | Textil                         | Textil | Textil                            |
| 15-11          | Almería - Cáceres              | 3-0    | 25-10, 25-17, 25-12               |
| 15-11          | Río Duero Soria - Playa Madrid | 3-0    | 25-22, 25-20, 25-21               |
| 15-11          | Emevé - Teruel                 | 0-3    | 15-25, 19-25, 30-32               |
| 15-11          | Eivissa - 7 Islas              | 3-2    | 25-15, 25-15, 21-25, 25-27, 15-13 |
| 16-11          | Esquimo - L'Illa-Grau          | 3-0    | 25-21, 25-16, 25-17               |

| Settima giornata |                       |                 |                                   |
|                  |                       |                 |                                   |
| Riposa:          | Río Duero Soria       | Río Duero Soria | Río Duero Soria                   |
| 22-11            | Cáceres - L'Illa-Grau | 3-2             | 25-18, 22-25, 25-19, 22-25, 26-24 |
| 22-11            | 7 Islas - Esquimo     | 3-0             | 25-19, 25-19, 25-14               |
| 22-11            | Teruel - Eivissa      | 3-0             | 25-23, 25-10, 25-18               |
| 23-11            | Playa Madrid - Emevé  | 3-1             | 26-24, 25-19, 23-25, 25-19        |
| 22-11            | Almería - Textil      | 3-0             | 25-19, 25-19, 25-16               |

| Ottava giornata |                           |       |                                   |
|                 |                           |       |                                   |
| Riposa:         | Emevé                     | Emevé | Emevé                             |
| 29-11           | Textil - Cáceres          | 1-3   | 25-10, 21-25, 24-26, 22-25        |
| 29-11           | Río Duero Soria - Almería | 0-3   | 26-28, 27-29, 20-25               |
| 29-11           | Eivissa - Playa Madrid    | 3-0   | 25-18, 26-24, 25-16               |
| 30-11           | Esquimo - Teruel          | 3-2   | 25-19, 15-25, 23-25, 25-23, 15-13 |
| 29-11           | L'Illa-Grau - 7 Islas     | 3-1   | 25-15, 25-27, 25-19, 25-23        |

| Nona giornata |                          |         |                            |
|               |                          |         |                            |
| Riposa:       | Eivissa                  | Eivissa | Eivissa                    |
| 06-12         | Cáceres - 7 Islas        | 0-3     | 21-25, 22-25, 18-25        |
| 06-12         | Teruel - L'Illa-Grau     | 3-0     | 25-16, 25-16, 25-12        |
| 07-12         | Playa Madrid - Esquimo   | 3-1     | 22-25, 28-26, 25-21, 25-22 |
| 06-12         | Almería - Emevé          | 3-0     | 25-10, 25-15, 25-11        |
| 06-12         | Textil - Río Duero Soria | 1-3     | 17-25, 23-25, 25-20, 19-25 |

| Decima giornata |                            |         |                            |
|                 |                            |         |                            |
| Riposa:         | Esquimo                    | Esquimo | Esquimo                    |
| 13-12           | Cáceres - Río Duero Soria  | 1-3     | 18-25, 25-23, 25-27, 19-25 |
| 13-12           | Emevé - Textil             | 1-3     | 23-25, 22-25, 25-19, 22-25 |
| 13-12           | Eivissa - Almería          | 0-3     | 21-25, 18-25, 26-28        |
| 13-12           | L'Illa-Grau - Playa Madrid | 3-0     | 26-24, 26-24, 25-18        |
| 13-12           | 7 Islas - Teruel           | 0-3     | 15-25, 15-25, 16-25        |

| Undicesima giornata |                         |             |                            |
|                     |                         |             |                            |
| Riposa:             | L'Illa-Grau             | L'Illa-Grau | L'Illa-Grau                |
| 20-12               | Teruel - Cáceres        | 3-0         | 25-20, 25-16, 25-21        |
| 20-12               | Playa Madrid - 7 Islas  | 0-3         | 20-25, 24-26, 20-25        |
| 20-12               | Almería - Esquimo       | 3-1         | 25-19, 26-28, 25-17, 25-17 |
| 20-12               | Textil - Eivissa        | 0-3         | 20-25, 22-25, 25-27        |
| 20-12               | Río Duero Soria - Emevé | 3-0         | 25-16, 25-17, 25-22        |

| Dodicesima giornata |                           |         |                            |
|                     |                           |         |                            |
| Riposa:             | 7 Islas                   | 7 Islas | 7 Islas                    |
| 10-01               | Emevé - Cáceres           | 0-3     | 10-25, 18-25, 31-33        |
| 10-01               | Río Duero Soria - Eivissa | 3-1     | 23-25, 25-17, 25-19, 25-17 |
| 10-01               | Textil - Esquimo          | 3-1     | 25-23, 24-26, 25-19, 25-23 |
| 10-01               | Almería - L'Illa-Grau     | 3-0     | 25-13, 25-16, 25-16        |
| 11-01               | Playa Madrid - Teruel     | 0-3     | 12-25, 20-25, 14-25        |

| Tredicesima giornata |                           |        |                                   |
|                      |                           |        |                                   |
| Riposa:              | Teruel                    | Teruel | Teruel                            |
| 17-01                | Cáceres - Playa Madrid    | 3-1    | 25-15, 25-17, 25-27, 25-19        |
| 17-01                | 7 Islas - Almería         | 0-3    | 15-25, 24-26, 22-25               |
| 17-01                | L'Illa-Grau - Textil      | 1-3    | 25-20, 19-25, 21-25, 19-25        |
| 18-01                | Esquimo - Río Duero Soria | 3-2    | 23-25, 25-23, 25-19, 20-25, 18-16 |
| 17-01                | Eivissa - Emevé           | 3-1    | 25-18, 23-25, 25-20, 25-16        |

| Quattordicesima giornata |                               |              |                                   |
|                          |                               |              |                                   |
| Riposa:                  | Playa Madrid                  | Playa Madrid | Playa Madrid                      |
| 24-01                    | Eivissa - Cáceres             | 3-0          | 25-22, 26-24, 25-23               |
| 24-01                    | Emevé - Esquimo               | 0-3          | 15-25, 14-25, 18-25               |
| 24-01                    | Río Duero Soria - L'Illa-Grau | 3-0          | 25-21, 25-20, 25-17               |
| 24-01                    | Textil - 7 Islas              | 2-3          | 25-20, 25-18, 33-35, 24-26, 10-15 |
| 24-01                    | Almería - Teruel              | 1-3          | 12-25, 25-20, 20-25, 20-25        |

| Quindicesima giornata |                           |         |                                   |
|                       |                           |         |                                   |
| Riposa:               | Cáceres                   | Cáceres | Cáceres                           |
| 01-02                 | Playa Madrid - Almería    | 0-3     | 13-25, 15-25, 13-25               |
| 31-01                 | Teruel - Textil           | 3-0     | 25-16, 25-21, 25-10               |
| 31-01                 | 7 Islas - Río Duero Soria | 2-3     | 25-21, 20-25, 23-25, 25-19, 11-15 |
| 31-01                 | L'Illa-Grau - Emevé       | 3-0     | 25-15, 25-17, 25-14               |
| 01-02                 | Esquimo - Eivissa         | 3-1     | 21-25, 25-18, 25-18, 25-20        |

| Sedicesima giornata |                          |         |                                   |
|                     |                          |         |                                   |
| Riposa:             | Almería                  | Almería | Almería                           |
| 15-02               | Esquimo - Cáceres        | 3-0     | 25-20, 25-22, 25-23               |
| 14-02               | Eivissa - L'Illa-Grau    | 3-1     | 25-27, 25-17, 25-13, 25-15        |
| 14-02               | Emevé - 7 Islas          | 0-3     | 22-25, 15-25, 21-25               |
| 14-02               | Río Duero Soria - Teruel | 3-2     | 14-25, 25-23, 25-17, 21-25, 15-13 |
| 14-02               | Textil - Playa Madrid    | 3-0     | 25-20, 25-22, 25-19               |

| Diciassettesima giornata |                                |        |                            |
|                          |                                |        |                            |
| Riposa:                  | Textil                         | Textil | Textil                     |
| 21-02                    | Cáceres - Almería              | 0-3    | 21-25, 18-25, 22-25        |
| 22-02                    | Playa Madrid - Río Duero Soria | 0-3    | 20-25, 22-25, 24-26        |
| 21-02                    | Teruel - Emevé                 | 3-0    | 25-15, 25-11, 25-19        |
| 21-02                    | 7 Islas - Eivissa              | 0-3    | 23-25, 19-25, 15-25        |
| 21-02                    | L'Illa-Grau - Esquimo          | 1-3    | 25-22, 23-25, 18-25, 18-25 |

| Diciottesima giornata |                       |                 |                            |
|                       |                       |                 |                            |
| Riposa:               | Río Duero Soria       | Río Duero Soria | Río Duero Soria            |
| 28-02                 | L'Illa-Grau - Cáceres | 1-3             | 14-25, 25-14, 14-25, 21-25 |
| 01-03                 | Esquimo - 7 Islas     | 3-0             | 25-22, 25-20, 25-23        |
| 28-02                 | Eivissa - Teruel      | 0-3             | 17-25, 20-25, 21-25        |
| 28-02                 | Textil - Almería      | 0-3             | 26-28, 20-25, 16-25        |
| 28-02                 | Emevé - Playa Madrid  | 1-3             | 20-25, 26-24, 22-25, 23-25 |

| Diciannovesima giornata |                           |       |                                   |
|                         |                           |       |                                   |
| Riposa:                 | Emevé                     | Emevé | Emevé                             |
| 07-03                   | Cáceres - Textil          | 3-2   | 25-23, 25-27, 22-25, 25-23, 15-12 |
| 07-03                   | Almería - Río Duero Soria | 3-0   | 25-17, 25-21, 25-16               |
| 08-03                   | Playa Madrid - Eivissa    | 0-3   | 20-25, 21-25, 28-30               |
| 07-03                   | Teruel - Esquimo          | 3-0   | 25-15, 25-21, 25-18               |
| 12-03                   | 7 Islas - L'Illa-Grau     | 3-0   | 25-14, 25-23, 25-17               |

| Ventesima giornata |                          |         |                            |
|                    |                          |         |                            |
| Riposa:            | Eivissa                  | Eivissa | Eivissa                    |
| 14-03              | 7 Islas - Cáceres        | 3-1     | 20-25, 25-22, 26-24, 25-21 |
| 14-03              | L'Illa-Grau - Teruel     | 1-3     | 14-25, 16-25, 25-23, 11-25 |
| 15-03              | Esquimo - Playa Madrid   | 3-0     | 25-18, 25-14, 25-19        |
| 14-03              | Emevé - Almería          | 0-3     | 14-25, 15-25, 10-25        |
| 14-03              | Río Duero Soria - Textil | 3-1     | 25-18, 25-15, 21-25, 25-17 |

| Ventunesima giornata |                            |         |                            |
|                      |                            |         |                            |
| Riposa:              | Esquimo                    | Esquimo | Esquimo                    |
| 21-03                | Río Duero Soria - Cáceres  | 3-0     | 25-13, 25-19, 25-21        |
| 21-03                | Textil - Emevé             | 3-0     | 25-16, 25-21, 25-14        |
| 21-03                | Almería - Eivissa          | 3-1     | 25-14, 23-25, 25-13, 25-23 |
| 21-03                | Playa Madrid - L'Illa-Grau | 3-0     | 27-25, 25-20, 25-23        |
| 21-03                | Teruel - 7 Islas           | 3-0     | 25-15, 25-19, 25-13        |

| Ventiduesima giornata |                         |             |                                   |
|                       |                         |             |                                   |
| Riposa:               | L'Illa-Grau             | L'Illa-Grau | L'Illa-Grau                       |
| 28-03                 | Cáceres - Teruel        | 0-3         | 16-25, 9-25, 14-25                |
| 22-03                 | 7 Islas - Playa Madrid  | 3-0         | 27-25, 25-23, 25-20               |
| 28-03                 | Esquimo - Almería       | 3-2         | 26-24, 12-25, 25-21, 21-25, 15-13 |
| 28-03                 | Eivissa - Textil        | 3-1         | 25-22, 25-18, 23-25, 25-23        |
| 28-03                 | Emevé - Río Duero Soria | 0-3         | 16-25, 23-25, 15-25               |

#### Classifica
| Pos. | Squadra         | Pt                                          | G                                           | V                                           | P                                           | SV                                          | SP                                          | Ratio                                       | PF                                          | PS                                          | Ratio                                       |
| ---- | --------------- | ------------------------------------------- | ------------------------------------------- | ------------------------------------------- | ------------------------------------------- | ------------------------------------------- | ------------------------------------------- | ------------------------------------------- | ------------------------------------------- | ------------------------------------------- | ------------------------------------------- |
| 1.   | Almería         | 54                                          | 20                                          | 18                                          | 2                                           | 57                                          | 10                                          | 5.700                                       | 1 625                                       | 1 219                                       | 1.333                                       |
| 2.   | Teruel          | 54                                          | 20                                          | 17                                          | 3                                           | 57                                          | 12                                          | 4.750                                       | 1 661                                       | 1 227                                       | 1.353                                       |
| 3.   | Río Duero Soria | 44                                          | 20                                          | 15                                          | 5                                           | 49                                          | 24                                          | 2.041                                       | 1 688                                       | 1 529                                       | 1.104                                       |
| 4.   | Eivissa         | 38                                          | 20                                          | 13                                          | 7                                           | 43                                          | 28                                          | 1.535                                       | 1 636                                       | 1 559                                       | 1.049                                       |
| 5.   | Esquimo         | 33                                          | 20                                          | 12                                          | 8                                           | 39                                          | 32                                          | 1.218                                       | 1 573                                       | 1 556                                       | 1.010                                       |
| 6.   | 7 Islas         | 31                                          | 20                                          | 10                                          | 10                                          | 35                                          | 34                                          | 1.029                                       | 1 486                                       | 1 544                                       | 0.962                                       |
| 7.   | Cáceres         | 24                                          | 20                                          | 9                                           | 11                                          | 30                                          | 43                                          | 0.697                                       | 1 584                                       | 1 654                                       | 0.957                                       |
| 8.   | Textil          | 21                                          | 20                                          | 7                                           | 13                                          | 29                                          | 46                                          | 0.630                                       | 1 603                                       | 1 719                                       | 0.932                                       |
| 9.   | L'Illa-Grau     | 14                                          | 20                                          | 4                                           | 16                                          | 22                                          | 50                                          | 0.440                                       | 1 465                                       | 1 675                                       | 0.874                                       |
| 10.  | Playa Madrid    | 13                                          | 20                                          | 4                                           | 16                                          | 16                                          | 51                                          | 0.313                                       | 1 366                                       | 1 620                                       | 0.843                                       |
| 11.  | Emevé           | 4                                           | 20                                          | 1                                           | 19                                          | 11                                          | 58                                          | 0.189                                       | 1 314                                       | 1 699                                       | 0.773                                       |
|      | Andorra         | Ritirata dal campionato il 15 ottobre 2014. | Ritirata dal campionato il 15 ottobre 2014. | Ritirata dal campionato il 15 ottobre 2014. | Ritirata dal campionato il 15 ottobre 2014. | Ritirata dal campionato il 15 ottobre 2014. | Ritirata dal campionato il 15 ottobre 2014. | Ritirata dal campionato il 15 ottobre 2014. | Ritirata dal campionato il 15 ottobre 2014. | Ritirata dal campionato il 15 ottobre 2014. | Ritirata dal campionato il 15 ottobre 2014. |

      Qualificata ai play-off scudetto.
      Retrocessa in Superliga 2 de Voleibol Masculina.
      Ritirata a campionato in corso.

### Play-off scudetto

#### Tabellone
|  | Semifinali | Semifinali      | Semifinali | Semifinali | Semifinali | Semifinali | Semifinali |         |   | Finale | Finale | Finale | Finale | Finale | Finale | Finale |
|  |            |                 |            |            |            |            |            |         |   |        |        |        |        |        |        |        |
|  | 1          | Almería         | 3          | 3          | 3          |            |            |         |   |        |        |        |        |        |        |        |
|  | 1          | Almería         | 3          | 3          | 3          |            |            |         |   |        |        |        |        |        |        |        |
|  | 4          | Eivissa         | 1          | 0          | 0          |            |            |         |   |        |        |        |        |        |        |        |
|  | 4          | Eivissa         | 1          | 0          | 0          |            | 1          | Almería | 3 | 3      | 0      | 3      |        |        |        |        |
|  |            |                 |            |            |            |            |            | Almería | 3 | 3      | 0      | 3      |        |        |        |        |
|  |            |                 |            |            |            |            |            |         |   | 2      | Teruel | 0      | 1      | 3      | 2      |        |
|  | 2          | Teruel          | 3          | 3          | 3          |            |            |         |   | 2      | Teruel | 0      | 1      | 3      | 2      |        |
|  | 2          | Teruel          | 3          | 3          | 3          |            |            |         |   |        |        |        |        |        |        |        |
|  | 3          | Río Duero Soria | 0          | 0          | 0          |            |            |         |   |        |        |        |        |        |        |        |
|  | 3          | Río Duero Soria | 0          | 0          | 0          |            |            |         |   |        |        |        |        |        |        |        |

#### Risultati

##### Semifinali
| Gara 1 |                          |     |                            |
|        |                          |     |                            |
| 11-04  | Almería - Eivissa        | 3-1 | 25-14, 25-21, 22-25, 25-19 |
| 11-04  | Teruel - Río Duero Soria | 3-0 | 25-18, 25-18, 25-22        |

| Gara 2 |                          |     |                     |
|        |                          |     |                     |
| 12-04  | Almería - Eivissa        | 3-0 | 28-26, 25-19, 25-19 |
| 12-04  | Teruel - Río Duero Soria | 3-0 | 25-19, 25-13, 25-19 |

| Gara 3 |                          |     |                     |
|        |                          |     |                     |
| 18-04  | Eivissa - Almería        | 0-3 | 23-25, 19-25, 17-25 |
| 18-04  | Río Duero Soria - Teruel | 0-3 | 22-25, 9-25, 24-26  |

##### Finale
| Gara 1 |                  |     |                     |
|        |                  |     |                     |
| 25-04  | Almería - Teruel | 3-0 | 25-23, 26-24, 25-22 |

| Gara 2 |                  |     |                            |
|        |                  |     |                            |
| 26-04  | Almería - Teruel | 3-1 | 23-25, 25-22, 25-22, 25-13 |

| Gara 3 |                  |     |                     |
|        |                  |     |                     |
| 02-05  | Teruel - Almeria | 3-0 | 25-18, 25-17, 25-21 |

| Gara 4 |                |     |                                   |
|        |                |     |                                   |
| 03-05  | Teurel-Almería | 2-3 | 26-24, 25-21, 23-25, 24-26, 11-15 |

## Verdetti
- Almería Campione di Spagna 2014-15.
- Teruel qualificata alla Coppa CEV 2015-16.
- Emevé retrocessa in Superliga 2 2015-16.

## Statistiche
| Rendimento individuale | Rendimento individuale | Rendimento individuale | Rendimento individuale |
| Pos.                   | Nome                   | Punti                  | Squadra                |
| ---------------------- | ---------------------- | ---------------------- | ---------------------- |
| 1                      | Thomas Zass            | 451                    | Almería                |
| 2                      | Maxson Pereira         | 396                    | Cáceres                |
| 3                      | Miguel Mateo           | 376                    | Textil                 |
| 4                      | Manuel Salvador        | 342                    | Río Duero Soria        |
| 5                      | Raúl Muñoz             | 318                    | Almería                |
| 6                      | Juan Carlos Barcala    | 315                    | Teruel                 |
| 7                      | Edmond Solanas         | 301                    | Eivissa                |
| 7                      | Francisco Ruiz         | 301                    | Teruel                 |
| 9                      | Nicolás Ronchi         | 300                    | Eivissa                |
| 10                     | Víctor Bouza           | 297                    | Río Duero Soria        |

| Attacchi vincenti | Attacchi vincenti   | Attacchi vincenti | Attacchi vincenti |
| Pos.              | Nome                | Punti             | Squadra           |
| ----------------- | ------------------- | ----------------- | ----------------- |
| 1                 | Thomas Zass         | 365               | Almería           |
| 2                 | Maxson Pereira      | 348               | Cáceres           |
| 3                 | Miguel Mateo        | 327               | Textil            |
| 4                 | Manuel Salvador     | 312               | Río Duero Soria   |
| 5                 | Nicolás Ronchi      | 270               | Eivissa           |
| 6                 | Juan Carlos Barcala | 264               | Teruel            |
| 7                 | Raúl Muñoz          | 257               | Almería           |
| 8                 | Víctor Bouza        | 250               | Río Duero Soria   |
| 9                 | Edmond Solanas      | 247               | Eivissa           |
| 9                 | Francisco Ruiz      | 247               | Teruel            |

| Muri vincenti | Muri vincenti       | Muri vincenti | Muri vincenti   |
| Pos.          | Nome                | Punti         | Squadra         |
| ------------- | ------------------- | ------------- | --------------- |
| 1             | Elvis de Oliveira   | 68            | Eivissa         |
| 2             | Miquel Ángel Fornés | 67            | Almería         |
| 3             | Saulo Costa         | 65            | Cáceres         |
| 4             | Marc Altayó         | 64            | Teruel          |
| 5             | Pablo Bugallo       | 62            | Almería         |
| 6             | José Cabrera        | 57            | Esquimo         |
| 6             | Stefano Nassini     | 57            | Esquimo         |
| 8             | Dmytro Mischuk      | 55            | Teruel          |
| 9             | Ariel Gil           | 48            | Río Duero Soria |
| 10            | Francisco Calzón    | 46            | Textil          |

| Battute vincenti | Battute vincenti    | Battute vincenti | Battute vincenti |
| Pos.             | Nome                | Punti            | Squadra          |
| ---------------- | ------------------- | ---------------- | ---------------- |
| 1                | Thomas Zass         | 58               | Almería          |
| 2                | Ariel Gil           | 41               | Río Duero Soria  |
| 3                | Raúl Muñoz          | 31               | Almería          |
| 4                | Edmond Solanas      | 30               | Eivissa          |
| 5                | Maxson Pereira      | 29               | Cáceres          |
| 6                | Miguel Mateo        | 27               | Textil           |
| 6                | Víctor Viciana      | 27               | Teruel           |
| 8                | Francisco Ruiz      | 26               | Teruel           |
| 9                | Juan Carlos Barcala | 25               | Teruel           |
| 10               | Víctor Bouza        | 22               | Río Duero Soria  |

NB: I dati sono riferiti all'intero torneo.